# 四端点测量技术

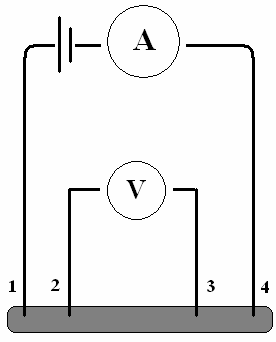
四端测试法

四端点测量技术，又称为四端测试法，开尔文测量法，是一种电子线路中的阻抗测量法，主要用于电阻阻值的精确测量。

## 一般测量的局限
根据欧姆定律，{\displaystyle R=V/I\,\!}，电阻阻值的测量可通过测量电阻两端电压V与流经电阻的电流I来实现。左图为理想的测量情形，电压表直接测得电阻两侧电压，此测量结果未受导线压降影响。

测量电阻的一般方法

不论是近距离还是远距离测量阻值，测量结果都会受到导线压降的影响而造成精确度的损失，远距离测量时由于导线造成的压降更大而造成不可忽略的影响。然而实际测量中受限于某些条件而只能远距离测量电压，此时由于远距离测量中大电流流经长导线造成了不可忽视的压降，而对测量电阻阻值造成影响。

## 解决方案

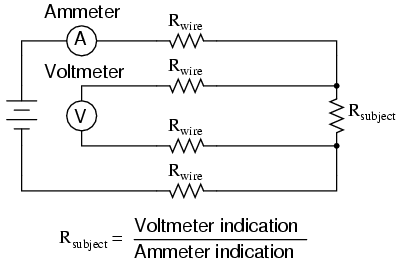
四端点测量技术示意图

解决此问题的一个方案就是四端点测量技术。采用如右图的方案，远距离测量时，电压表便无需被置于被测电阻处，而是由单独导线引至电流表附近。由于流经此单独导线的电流值（亦即电压表电流值）与流经被测电阻的电流值相比，小到近似可以忽略（电压表内阻极大），因此支路导线未造成足够影响测量结果的压降，此时所测电压与电流表所测电流之比可近似认为是被测电阻阻值。此原理同样适用于近距离精准测量。